# The Trooper
The Trooper is een single van Iron Maiden. Het nummer verscheen op 20 juni 1983 en was de tweede single van het album Piece of Mind. De basis hiervoor is het gedicht 'The Charge of the Light Brigade'.

## Tracklist
1. "The Trooper" (Steve Harris) – 4:10
2. "Cross-Eyed Mary" (Ian Anderson, cover van Jethro Tull) – 3:55

## Bezetting
- Bruce Dickinson - zang
- Dave Murray - gitaar
- Adrian Smith - gitaar
- Steve Harris - basgitaar
- Nicko McBrain - drums

## NPO Radio 2 Top 2000
| Nummer met noteringen in de NPO Radio 2 Top 2000 | '22 | '23 | '24 |
| ------------------------------------------------ | --- | --- | --- |
| The Trooper                                      | 512 | 507 | 499 |

1. ↑  Een vetgedrukt getal geeft de hoogste notering aan.
2. ↑  2022 was het eerste jaar met een notering voor dit nummer.